# 吡斯的明
吡斯的明（英語：Pyridostigmine）是一种用于治疗重症肌无力和膀胱活动不足的药物。 它还与阿托品一起使用，以终止非去极化型神经肌肉阻滞药物的作用。它通常通过口服给药，但也可以通过注射使用。效果通常会在 45 分钟内开始，持续长达 6 小时。